# Józef Potocki (1673–1751)
Józef Potocki herbu Pilawa (ur. w 1673 – zm. 16 lub 19 maja 1751) – kasztelan krakowski w 1748 roku, wojewoda poznański w 1744 roku, hetman wielki koronny w 1735 roku, wojewoda kijowski w 1702 roku, starosta halicki w latach 1687–1717, marszałek Trybunału Głównego Koronnego w 1699 i 1723 roku, starosta leżajski, starosta bolemowski, starosta śniatyński w 1706 roku, starosta czerwonogrodzki w 1706 roku.

## Życiorys

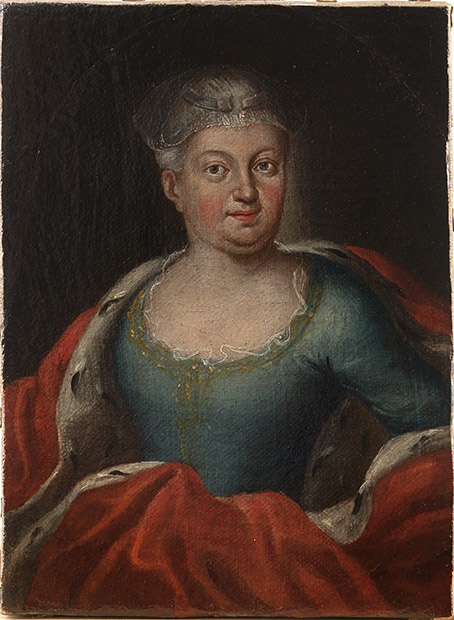
Wiktoria z Leszczyńskich Potocka

Syn Andrzeja Potockiego, hetmana polnego koronnego. 14 maja 1673 został ochrzczony w kolegiacie stanisławowskiej.
Poseł sejmiku podolskiego na sejm zwyczajny 1692/1693 roku. Marszałek sejmiku ziemskiego ziemi halickiej w 1696 roku, poseł sejmiku  ziemi halickiej na sejm konwokacyjny 1696 roku. 5 lipca 1697 roku podpisał w Warszawie obwieszczenie do poparcia wolnej elekcji, które zwoływało szlachtę na zjazd w obronie naruszonych praw Rzeczypospolitej. Deputat ziemi halickiej do rady stanu rycerskiego rokoszu łowickiego w 1697 roku. Poseł na sejm pacyfikacyjny 1699 roku z ziemi halickiej.
Poseł na sejm 1701 roku i sejm z limity 1701-1702 roku z województwa podolskiego. W styczniu 1702 roku podpisał akt pacyfikacji Wielkiego Księstwa Litewskiego. W 1702 został wojewodą kijowskim. W 1703 przyczynił się do stłumienia buntu Semena Paleja na Ukrainie. Początkowo stronnik saski, urażony przez Augusta II, przeszedł 1705 na stronę Leszczyńskiego, od którego otrzymał buławę polną (1706), potem wielką (1707). W 1705 roku potwierdził pacta conventa Stanisława Leszczyńskiego. W 1706 roku dowodził prawym skrzydłem w przegranej bitwie pod Kaliszem, gdzie dostał się do niewoli. W 1708 r. przegrał bitwę pod Koniecpolem. Po bitwie połtawskiej przedarł się ze swym wojskiem na Węgry, gdzie służył w armii Franciszka Rakoczego. W roku 1710 przedostał się do Bender, gdzie został przywódcą emigracji antyrosyjskiej. W 1711 roku dowodził nieudaną wyprawą stronników Stanisława Leszczyńskiego do Polski: 12 lutego wraz z Kozakami hetmana Filipa Orlika, Tatarami, Turkami ruszył na Ukrainę z Bender. Wróciwszy 1714 do kraju, wraz z ówczesnym biskupem warmińskim Teodorem Potockim (późniejszym prymasem) przewodził opozycji przeciw dworowi. Był członkiem konfederacji generalnej zawiązanej 27 kwietnia 1733 roku na sejmie konwokacyjnym. W 1733 roku podpisał elekcję Stanisława Leszczyńskiego, regimentarz konfederacji dzikowskiej następnie, pogodziwszy się 1735 formalnie z Augustem III, został hetmanem wielkim koronnym. W 1735 roku podpisał uchwałę Rady Generalnej konfederacji warszawskiej. W 1743 roku otrzymał godność wojewody poznańskiego, a w 1748 roku krakowskiego.
Potocki prowadził własną politykę zagraniczną, dalece wykraczającą poza przyjęte prawa i zwyczaje. W 1737 i 1738 roku przebywał u niego wysłannik turecki Ibrahim Effendi, o którego misji Potocki w ogóle nie poinformował Augusta III.
Wraz z prymasem Teodorem Potockim przewodził stronnictwu "republikantów", zwalczał rządy wettyńskie i "Familię", przeciw którym wchodził w porozumienia ze Szwecją, Turcją i Prusami, przygotowywał zbrojną konfederację. w latach 1729–1750 przyczynił się do zerwania 9 sejmów. Przyczynił się do udaremnienia aukcji wojska na sejmach.
W 1732 roku zmarła jego pierwsza żona Wiktoria z Leszczyńskich Potocka. Zgodnie z jej wolą została pochowana w podziemiach kościoła jezuitów w Stanisławowie. 
Zmarł 19 maja 1751 roku na zamku w Załoźcach. 15 sierpnia zwłoki przewieziono do Stanisławowa. Pochowany został w kolegiacie. Uroczystości pogrzebowe trwały kilka tygodni, a sam pogrzeb 4 dni.  Szczątki Józefa i Stanisława Potockiego zostały sprofanowane i wyrzucone z rodowych krypt podczas planowanego niszczenia stanisławowskiej kolegiaty przez radzieckich ukraińskich komunistów po 1963.

## Odznaczenia
- Order Orła Białego (1719),
- Order Świętego Andrzeja Apostoła Pierwszego Powołania (1742)
- Aleksandra Newskiego (1742)[21].